# Aeroportul Lhasa Gonggar
Aeroportul Lhasa Gonggar (IATA: LXA, ICAO: ZULS) este un aeroport din Gonggar County⁠(d), Shannan⁠(d), Regiunea autonomă Tibet, Republica Populară Chineză ce deservește zona Lhasa. Aeroportul a fost tranzitat în 2022 de 2.583.646 de pasageri. A fost deschis în 1956 și numit după zona deservită.
Situat la o altitudine de 3.569 m, aeroportul dispune de o singură pistă.